# Yeti Airlines

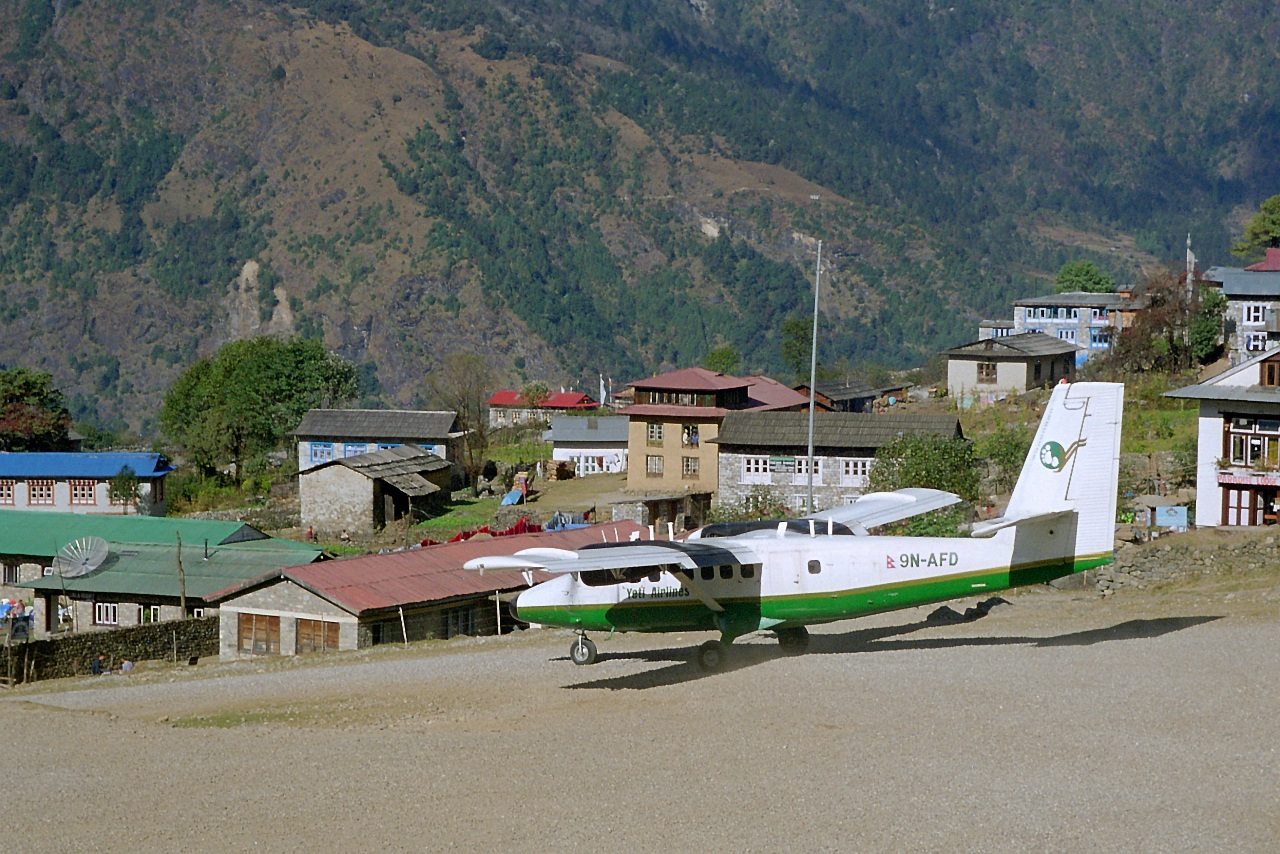
Twin Otter 9N-AFD de Yeti en Lukla.

Yeti Airlines SA Ltd. (यती एअरलाइन्स en nepalí) es una aerolínea con sede en Katmandú, Nepal. La aerolínea se estableció en mayo de 1998, Yeti Airlines es la primera aerolínea neutral en Nepal y el sur de Asia, Es la empresa matriz de Tara Air. A partir de 2021, Yeti Airlines era la segunda aerolínea nacional más grande de Nepal, después de Buddha Air.

## Historia
Yeti Airlines fue fundada en mayo de 1998 y recibió el AOC el 17 de agosto de 1998. Comenzó a operar con dos De Havilland Canada DHC-6 Twin Otter.
Yeti Airlines es líder en Nepal en el sector aéreo doméstico y ostenta más del 60% del mercado aéreo del país en enero de 2008. Tiene la red de vuelos de cabotaje más amplia y vuela a todos los destinos posibles de Nepal. La aerolínea es en muchos casos el único medio de transporte de las poblaciones montañosas aisladas.

## Servicios
Sus tres bases de operaciones principales están ubicadas en Katmandú, Pokhara y Nepalgunj.  La compañía opera vuelos a 29 destinos en Nepal, siendo estos Lukla, Phaplu, Rumjatar, Lamidanda, Tumlingtar, Taplejung, Bajhang, Bajura, Safebagar, Simikot, Rara, Jumla, Dolpa, Rukum, Salley, Dang, Nepalgunj, Surkhet, Meghauly, Bharatpur, Simara, Janakpur, Bhadrapur, Biratnagar, Bhairahawa y Pokhara.
Yeti Airlines también opera el Everest Express, un vuelo sobre las montañas con una duración de una hora, operado todas las mañanas con un BAe Jetstream 41.
La mayoría de los destinos remotos montañosos de Nepal están perfectamente conectados con los DHC-6 Series 300 "Twin Otters" de Yeti.

## Flota

### Flota Actual
La flota de Yeti Airlines incluye las siguientes aeronaves con una edad promedio de 14.4 años a enero de 2023:
| ATR 72-500 | 5 | — |  |  |  |  |
| Total      | 5 | — |  |  |  |  |

En 2006 Yeti Airlines firmó un acuerdo con BAe Systems para el alquiler a largo plazo de cuatro Jetstream 41 de 29 plazas. El primer avión fue entregado a comienzos de mayo de 2006 y los tres aviones, y  restantes fueron entregados en los meses posteriores. El cuarto Jetstream fue entregado el 29 de agosto de 2006. Un quinto y sexto Jetstream fueron adquiridos en 2007 y llegaron a Kathmandú el 28 de abril de 2007. Un séptimo JetStream llegó al Aeropuerto Internacional Tribhuwan, el sábado 7 de noviembre del mismo año. Los aviones British Aerospace están en un régimen de posible adquisición tras alquiler. La aerolínea ha añadido recientemente dos Dornier 228 a su flota. La obtención de estos dos aviones ha posibilitado la puesta en marcha de más vuelos. El segundo Pilatus Porter (PC-6) de Yeti Airlines aterrizó en el Aeropuerto Internacional Tribhuvan de Kathmandú el 8 de julio de 2009.

## Accidentes e incidentes
- 25 de mayo de 2004, el vuelo 117 de Yeti Airlines. Un vuelo de carga DHC-6 Twin Otter (matrícula 9N-AFD) de Yeti Airlines de Havilland Canada se estrelló contra una colina al acercarse a Lukla. Los tres miembros de la tripulación murieron.[9]

- 21 de junio de 2006, accidente de Twin Otter de Yeti Airlines en 2006. Un DHC-6 Twin Otter registrado como 9N-AEQ fue destruido en un campo de arroz al acercarse a Jumla, matando a los seis pasajeros y la tripulación de tres.[10]

- 8 de octubre de 2008, el vuelo 103 de Yeti Airlines. Un DHC-6 fue destruido al aterrizar en Lukla, matando a los 18 pasajeros y dos de los tres tripulantes. El capitán fue el único sobreviviente.[11]

- 24 de septiembre de 2016, el vuelo 893 de Yeti Airlines. Un BAe Jetstream 41 con matrícula 9N-AIB en ruta de Katmandú a Bhairahawa invadió la pista mientras aterrizaba en el aeropuerto Gautam Buddha. Ninguno de los 29 pasajeros o la tripulación de tres resultaron heridos, pero la aeronave sufrió daños irreparables.[12]

- 12 de julio de 2019, un ATR 72-500 con registro 9N-AMM en ruta desde el aeropuerto de Nepalgunj al aeropuerto internacional de Tribhuvan sufrió una salida de pista mientras aterrizaba. Las 68 personas a bordo, incluida la tripulación de cuatro, evacuaron la aeronave de manera segura. Dos de ellos resultaron con heridas leves y fueron trasladados al hospital. Una pista mojada durante la temporada de lluvias podría haber sido la causa.[13]

- 15 de enero de 2023, el vuelo 691 de Yeti Airlines. Un ATR 72-500 con registro 9N-ANC en ruta desde el Aeropuerto Internacional de Katmandú al Aeropuerto de Pokhara se estrelló cerca de Gharepatan, Pokhara. A bordo viajaban 68 pasajeros y cuatro tripulantes. Las 72 personas murieron. Este fue el mayor número de muertes en un accidente aéreo en Nepal desde 1992.[14][15][16]